# Чистый тон

Форма волны давления чистого тона в зависимости от времени выглядит следующим образом: его частота определяет масштаб по оси x, амплитуда — по оси y, а фаза определяет начало координат по оси x

В психоакустике и обработке сигналов чистый тон — это звук или сигнал с синусоидальной формой волны, то есть синусоидальная волна любой частоты, сдвига фазы и амплитуды.
Чистый тон обладает уникальным среди вещественнозначных форм волн свойством — его форма волны остаётся неизменной в линейных системах, инвариантных по времени, то есть изменяются только фаза и амплитуда между входом чистого тона такой системы и её выходом.
Синусоидальные и косинусоидальные волны могут быть использованы в качестве основных строительных блоков более сложных волн. По мере объединения дополнительных синусоидальных волн, имеющих разные частоты, форма сигнала преобразуется из синусоидальной в более сложную.
В медицинской аудиологии чистые тона используются для аудиометрии чистых тонов для характеристики порогов слышимости на различных частотах. Локализация звука (способность определить направление, из которого исходит звук) при использовании чистых тонов часто сложнее, чем при использовании других звуков.

## Отношение к высоте звука и музыкальным тонам
Чистые тона использовались физиками XIX века, такими как Георг Ом и Герман фон Гельмгольц, для подтверждения теорий, утверждающих, что ухо функционирует способом, эквивалентным частотному анализу Фурье. Согласно акустическому закону Ома, позже доработанному Гельмгольцем, музыкальные тона воспринимаются как набор чистых тонов. Восприятие высоты тона зависит от частоты наиболее заметного тона, а фазы отдельных компонентов отбрасываются. Эту теорию часто обвиняли в создании путаницы между высотой звука, частотой и чистыми тонами.
В отличие от музыкальных тонов, которые состоят из суммы нескольких гармонически связанных синусоидальных компонентов (см. Гармоника), чистые тона содержат только одну такую синусоидальную форму волны. Когда они представлены изолированно и когда их частота относится к определённому диапазону, чистые тона порождают восприятие одной высоты тона, которое можно охарактеризовать по его частоте. В этой ситуации мгновенная фаза чистого тона линейно изменяется со временем. Если чистый тон порождает постоянное, установившееся восприятие, то можно сделать вывод, что его фаза не влияет на это восприятие. Однако, когда одновременно представлено множество чистых тонов, как в музыкальных тонах, их относительная фаза играет определённую роль в конечном восприятии. В такой ситуации воспринимаемая высота звука определяется не частотой какого-либо отдельного компонента, а соотношением частот между этими компонентами.